# Too Drunk...
«Too Drunk...» es el undécimo sencillo de Buckcherry, y el primero de su cuarto álbum, Black Butterfly. La canción es sobre un hombre que bebe toda la noche y todo el día, y que la chica de sus deseos se aleja porque está "demasiado borracho para tener sexo". La canción fue filtrada aparentemente por el mánager de la banda en 2008, luego la banda dijo que la canción había sido pirateada.
La canción fue eliminada de los re-lanzamientos del álbum y reemplazada por su cover de "Highway Star" de Deep Purple que fue utilizada por NASCAR en TNT como su canción principal de 2009.

## Vídeo musical
El vídeo muestra una fiesta en una casa, durante la cual se muestra a la banda tocando, y una pareja se muestra teniendo sexo en varios lugares. Los actores pornográficos Ashlynn Brooke y Tommy Gunn (su novio en ese entonces) hacen cameos como la pareja.

## Listas
| Lista (2008)                          | Posición máxima |
| ------------------------------------- | --------------- |
| U.S. Billboard Hot 100                | 96              |
| U.S. Billboard Mainstream Rock Tracks | 7               |
| U.S. Billboard Modern Rock Tracks     | 25              |
| Canadian Hot 100                      | 52              |